# دائرة عين عبيد
دائرة عين عبيد إحدى دوائر ولاية قسنطينة الجزائرية . عاصمتها هي عين عبيد وتضم بلديات :
- عين عبيد
- ابن باديس